# 채칼
채칼은 채소나 과일 등을 얇게 썰거나 채 치는 데 쓰는 칼이다.

## 같이 보기
- 강판
- 채 친 치즈